# Lilly Scholz
Lilly Scholz (nome de casada Gaillard; 18 de abril de 1903 – data da morte desconhecida) foi uma patinadora artística austríaca, que competiu em provas de duplas. Ela conquistou uma medalha de prata olímpica em 1928 ao lado de Otto Kaiser, e cinco medalhas em campeonatos mundiais, sendo uma de ouro, três de prata e uma de bronze.

## Principais resultados

### Com Willy Petter
| Resultados           | Resultados        | Resultados       | Resultados       | Resultados    | Resultados    | Resultados    | Resultados    | Resultados    | Resultados    | Resultados    | Resultados    | Resultados    |
| Internacional        | Internacional     | Internacional    | Internacional    | Internacional | Internacional | Internacional | Internacional | Internacional | Internacional | Internacional | Internacional | Internacional |
| Evento/Temporada     | 1930– 1931        | 1931– 1932       | 1932– 1933       |               |               |               |               |               |               |               |               |               |
| -------------------- | ----------------- | ---------------- | ---------------- | ------------- | ------------- | ------------- | ------------- | ------------- | ------------- | ------------- | ------------- | ------------- |
| Campeonato Mundial   |                   |                  | 4.ª              |               |               |               |               |               |               |               |               |               |
| Campeonato Europeu   | Medalha de bronze | Medalha de prata | Medalha de prata |               |               |               |               |               |               |               |               |               |
| Nacional             |                   |                  |                  |               |               |               |               |               |               |               |               |               |
| Campeonato Austríaco | Medalha de ouro   | Medalha de ouro  | Medalha de prata |               |               |               |               |               |               |               |               |               |

### Com Otto Kaiser
| Resultados                                            | Resultados      | Resultados        | Resultados       | Resultados       | Resultados       | Resultados      | Resultados    | Resultados    | Resultados    | Resultados    | Resultados    | Resultados    |
| Internacional                                         | Internacional   | Internacional     | Internacional    | Internacional    | Internacional    | Internacional   | Internacional | Internacional | Internacional | Internacional | Internacional | Internacional |
| Evento/Temporada                                      | 1923– 1924      | 1924– 1925        | 1925– 1926       | 1926– 1927       | 1927– 1928       | 1928– 1929      |               |               |               |               |               |               |
| ----------------------------------------------------- | --------------- | ----------------- | ---------------- | ---------------- | ---------------- | --------------- | ------------- | ------------- | ------------- | ------------- | ------------- | ------------- |
| Jogos Olímpicos                                       |                 |                   |                  |                  | Medalha de prata |                 |               |               |               |               |               |               |
| Campeonato Mundial                                    |                 | Medalha de bronze | Medalha de prata | Medalha de prata | Medalha de prata | Medalha de ouro |               |               |               |               |               |               |
| Nacional                                              |                 |                   |                  |                  |                  |                 |               |               |               |               |               |               |
| Campeonato Austríaco                                  | Medalha de ouro |                   |                  | Medalha de ouro  | Medalha de ouro  | Medalha de ouro |               |               |               |               |               |               |
|                                                       |                 |                   |                  |                  |                  |                 |               |               |               |               |               |               |
| Legenda: Competição não foi disputada nesta temporada |                 |                   |                  |                  |                  |                 |               |               |               |               |               |               |